# Plectris opacula
Plectris opacula är en skalbaggsart som beskrevs av Moser 1918. Plectris opacula ingår i släktet Plectris och familjen Melolonthidae. Utöver nominatformen finns också underarten P. o. albosquamosa.